# Aktenzeichen (Schweiz)
Ein Aktenzeichen, auch als Dossiernummer, Geschäftsnummer, Fallnummer, Prozessnummer, Verfahrensnummer oder Referenz bezeichnet (französisch numéro de dossier, numéro d’affaire oder référence; italienisch numero d’incarto oder riferimento; rätoromanisch referenza), ist ein numerisches oder alphanumerisches Zeichen zur eindeutigen Identifikation von Akten (Dossiers).
In der Schweiz bestehen bei den vier Gerichten des Bundes und den kantonalen Gerichten sowie den öffentlichen Verwaltungen jeweils eigene Systeme zur Bildung der Aktenzeichen. Die Bedeutung der verwendeten Zeichen wird (abgesehen von einigen Ausnahmen auf Bundesebene) nicht explizit veröffentlicht, kann aber zum Beispiel mit Hilfe von Entscheid-Datenbanken erschlossen werden.

## Gerichte des Bundes

### Bundesgericht (BGer)
Eine Dossiernummer des Bundesgerichts besteht aus
- einer Zahl für die Abteilung
  - 1 = I. öffentlich-rechtliche Abteilung
  - 2 = II. öffentlich-rechtliche Abteilung
  - 4 = I. zivilrechtliche Abteilung
  - 5 = II. zivilrechtliche Abteilung
  - 6 = I. strafrechtliche Abteilung
  - 7 = II. strafrechtliche Abteilung
  - 8 = IV. öffentlich-rechtliche Abteilung
  - 9 = III. öffentlich-rechtliche Abteilung
  - 12 = Verwaltungskommission
  - 13 = Rekurskommission
- einem Buchstaben für die Verfahrensart, gefolgt von Unterstrich (_)
  - A = Beschwerde in Zivilsachen
  - B = Beschwerde in Strafsachen
  - C = Beschwerde in öffentlich-rechtlichen Angelegenheiten
  - D = subsidiäre Verfassungsbeschwerde
  - E = Klage nach Art. 120 BGG
  - F = Revision
  - G = Erläuterung und Berichtigung
  - T = Aufsichtsanzeige
  - Y = Beschwerde nach VwVG
- einer fortlaufenden Nummer je Jahr, gefolgt von Schrägstrich (/)
- dem Eingangsjahr.

→ Beispiel: 5D_147/2022

### Bundesstrafgericht (BStGer)
Eine Geschäftsnummer des Bundesstrafgerichts besteht aus
- einem Buchstaben für die entscheidende Instanz und einem Buchstaben für die Verfahrensart, gefolgt von Punkt (.)
  - SK = Strafkammer, Urteile
  - SN = Strafkammer, Nebenentscheide
  - BB = Beschwerdekammer, Beschwerdeverfahren
  - BE = Beschwerdekammer, Entsiegelungsverfahren
  - BG = Beschwerdekammer, Gerichtsstandsverfahren
  - BH = Beschwerdekammer, Haftverfahren
  - BP = Beschwerdekammer, prozessleitende Entscheide
  - BV = Beschwerdekammer, Verwaltungsstrafverfahren
  - RH = Beschwerdekammer, Auslieferungshaft
  - RP = Beschwerdekammer, prozessleitende Entscheide
  - RR = Beschwerdekammer, Rechtshilfeverfahren
  - CA = Berufungskammer, Berufung
  - CN = Berufungskammer, Nebenentscheide
  - CR = Berufungskammer, Revision
  - GG = Gerichtsverwaltung, Gesamtgericht
  - GL = Gerichtsverwaltung, Verwaltungskommission
  - GS = Gerichtsverwaltung, Generalsekretariat
- dem Eingangsjahr, gefolgt von Punkt (.)
- einer fortlaufenden Nummer je Jahr.

→ Beispiel: BB.2024.26

### Bundesverwaltungsgericht (BVGer)
Eine Geschäftsnummer des Bundesverwaltungsgerichts besteht aus
- einem Buchstaben für die Abteilung, gefolgt von Bindestrich (-)
  - A = Abt. I (Infrastruktur, Umwelt, Abgaben, Personal)
  - B = Abt. II (Wirtschaft, Wettbewerb, Bildung)
  - C = Abt. III (Sozialversicherungen, Gesundheit)
  - D = Abt. IV (Asylrecht)
  - E = Abt. V (Asylrecht)
  - F = Abt. VI (Ausländer- und Bürgerrecht)
- einer fortlaufenden Nummer je Jahr, gefolgt von Schrägstrich (/)
- dem Eingangsjahr.

→ Beispiel: E-2228/2020

### Bundespatentgericht (BPGer)
Eine Prozessnummer des Bundespatentgerichts besteht aus
- einem Buchstaben für die Verfahrensart
  - O = ordentliches Verfahren
  - S = summarisches Verfahren
- dem Eingangsjahr, gefolgt von Unterstrich (_)
- einer fortlaufenden Nummer je Jahr.

→ Beispiel: O2022_007

## Kantonale Gerichte

### Aargau (AG)
Beim Obergericht des Kantons Aargau besteht eine Verfahrensnummer aus
- drei Buchstaben für die entscheidende Instanz und die Verfahrensart
  - ZOR = Zivilgericht, ordentliches Verfahren (vorgehend OZ, OF)
  - ZVE = Zivilgericht, vereinfachtes Verfahren (vorgehend VZ, VF)
  - ZSU = Zivilgericht, summarisches Verfahren (vorgehend SZ, SF, SR)
  - XBE = Zivilgericht, Kammer für Kindes- und Erwachsenenschutz (vorgehend KE)
  - KBE = Zivilgericht, Schuldbetreibungs- und Konkurskommission (vorgehend BE)
  - HOR = Handelsgericht, ordentliches Verfahren
  - HSU = Handelsgericht, summarisches Verfahren
  - SST = Strafgericht, Berufungskammer (vorgehend ST, STA; JU, JA)
  - SBE = Strafgericht, Beschwerdekammer in Strafsachen, Einzelrichter (vorgehend ST, STA)
  - SBK = Strafgericht, Beschwerdekammer in Strafsachen, Kollegialgericht (vorgehend STA, HA, ZM)
  - VBE = Versicherungsgericht, Beschwerde
  - VKL = Versicherungsgericht, Klage
  - WBE = Verwaltungsgericht, Beschwerde
  - WPR = Verwaltungsgericht, Haftüberprüfung u. a.
  - WKL = Verwaltungsgericht, Klage
- dem Eingangsjahr
- einer fortlaufenden Nummer je Jahr.

Beim Spezialverwaltungsgericht finden eine Ziffer und zwei Buchstaben für entscheidende Instanz und Verfahrensart Verwendung, z. B.
- 3-BB = Steuern, Beschwerde
- 3-RV = Steuern, Rekurs
- 4-BE = Kausalabgaben und Enteignungen (SKE), Kausalabgaben
- 4-EV = Kausalabgaben und Enteignungen (SKE), Enteignungen
- 4-SV = Kausalabgaben und Enteignungen (SKE), Schadensschätzungen.

Daneben:
- JG = Justizgericht
- AVV = Anwaltskommission.

→ Beispiele: ZOR.2023.11; 3-RV.2021.80

### Bern (BE)
Im Kanton Bern besteht eine Dossiernummer aus
- zwei bis drei Buchstaben oder drei Ziffern für die entscheidende Instanz und ggf. die Verfahrensart
  - ZK = Obergericht,[10] Zivilkammer der zivilrechtlichen Abteilung
  - HG = Obergericht, Handelsgericht bei der zivilrechtlichen Abteilung
  - KES = Obergericht, Kindes- und Erwachsenenschutzgericht bei der zivilrechtlichen Abteilung
  - ABS = Obergericht, Aufsichtsbehörde in Betreibungs- und Konkurssachen bei der zivilrechtlichen Abteilung
  - SK = Obergericht, Strafkammer der strafrechtliche Abteilung
  - BK = Obergericht, Beschwerdekammer der strafrechtliche Abteilung
  - KZM = Kantonales Zwangsmassnahmengericht
  - WSG = Wirtschaftsstrafgericht
  - JG = Jugendgericht
  - CIV = Regionalgerichte, Zivilsachen
  - PEN = Regionalgerichte, Strafsachen
  - ARR = Regionale Zwangsmassnahmengerichte
  - BJS = Staatsanwaltschaft Berner Jura-Seeland
  - BM = Staatsanwaltschaft Bern-Mittelland
  - EO = Staatsanwaltschaft Emmental-Oberaargau
  - OL = Staatsanwaltschaft Oberland
  - 100 = Verwaltungsgericht,[11] verwaltungsrechtliche Abteilung
  - 200 = Verwaltungsgericht, sozialversicherungsrechtliche Abteilung
  - 100 = Steuerrekurskommission,[12] Rekurs
  - 200 = Steuerrekurskommission, Beschwerde
  - 300 = Rekurskommission für Massnahmen gegenüber Fahrzeugführerinnen und Fahrzeugführern (RKMF)
- dem Eingangsjahr (bei Verwaltungsgericht und RKMF vierstellig)
- einer fortlaufenden Nummer je Jahr.

→ Beispiele: ZK 23 110; 100.2022.181

### Zürich (ZH)
Bei den Zivil- und Strafgerichten des Kantons Zürich besteht eine Geschäftsnummer aus
- zwei Buchstaben für entscheidende Instanz und Verfahrensart
  - Bedeutung des ersten Buchstabens bei den Bezirksgerichten:
    - A = Arbeitsgericht
    - C = Kollegialgericht, Zivilsachen
    - D = Kollegialgericht, Strafsachen
    - E = Einzelgericht, Zivilsachen, summarisches Verfahren
    - F = Einzelgericht, Zivilsachen, ordentliches Verfahren
    - G = Einzelgericht, Strafsachen
    - M = Mietgericht

  - Bedeutung des ersten Buchstabens beim Obergericht:
    - H = Handelsgericht
    - L, N = Berufungen in Zivilsachen
    - P, R = Beschwerden u. a. in Zivilsachen
    - S, T, U = Strafsachen (Berufungen: SB, bei Übertretungen SU)
    - V = Verwaltungskommission (Schiedsgerichtssachen PG)
    - K = andere Kommissionen usw. (Rekurskommission KD)
    - O = Gesamtgericht
- dem Eingangsjahr (zweistellig)
- und einer fortlaufenden Nummer je Jahr (vierstellig), wobei keine Trennzeichen gesetzt werden.

→ Beispiel: LB220042
Bei den Verwaltungsgerichten des Kantons Zürich besteht eine Geschäftsnummer aus
- zwei oder drei Buchstaben für das Sachgebiet (Ausnahme Baurekursgericht: zwei oder drei Zeichen für die Abteilung)
  - Verwaltungsgericht (VGr)[14]
    - AN = abstrakte Normenkontrolle
    - VB = Beschwerde
    - VR = Rekurs
    - VK = Klage
    - SB = Steuer, Beschwerde
    - SR = Steuer, Rekurs
    - GB = Steuer, Ordnungsbusse
    - AEG = Akteneinsichtsgesuch
    - EG = Erläuterungsgesuch
    - RG = Revisionsgesuch
    - KE = Kostenerlass
    - NZP = Nachzahlungspflicht

  - Steuerrekursgericht (StRG)[15]
    - AU = Ausstand
    - DB = Direkte Bundessteuer
    - ES = Erbschaftssteuer
    - GR = Grundstückgewinnsteuer
    - GS = kommunale Steuerhoheit
    - QS = Quellensteuer
    - SB = Steuerbefreiung
    - ST = Staats- und Gemeindesteuern
    - VS = Verrechnungssteuer
    - WE = Wehrpflichtersatz

  - Baurekursgericht[16]
    - R1S = 1. Abteilung/Stadt Zürich
    - R1L = 1. Abteilung/Bezirk Dietikon
    - R2 = 2. Abteilung (Süden)
    - R3 = 3. Abteilung (Osten)
    - R4 = 4. Abteilung (Norden)

  - Sozialversicherungsgericht (SVGer)[17]
    - AB = Alters- und Hinterlassenenversicherung (AHV)
    - AK = Alters- und Hinterlassenenversicherung (AHV), Schadenersatz
    - AL = Arbeitslosenversicherung
    - BV = berufliche Vorsorge
    - EE = Erwerbsausfallentschädigung COVID-19-Verordnung
    - EO = Erwerbsersatzordnung
    - FL = Familienzulagen in der Landwirtschaft
    - FZ = Bundesgesetz über die Familienzulagen
    - IV = Invalidenversicherung
    - KA = kantonale Kinderzulagen
    - KK = Krankenversicherung, Zusatzversicherungen
    - KV = Krankenversicherung, allgemein
    - MV = Militärversicherung
    - OH = Opferhilfe
    - SR = Schiedsgericht
    - SV = Sozialversicherungsgericht (Ausstand)
    - UV = Unfallversicherung
    - ZL = Zusatzleistungen zur AHV
- dem Eingangsjahr (vierstellig)
- und einer fortlaufenden Nummer je Jahr, wobei jeweils ein Punkt (.) als Trennzeichen dient.

→ Beispiel: AN.2023.00008

### Beispiele
zur Veranschaulichung: Berufung in Strafsachen beim jeweiligen Obergericht (Jahr 2020, laufende Nummer 12):
- AG: SST.2020.12 (Obergericht, Strafgericht, Berufungskammer)
- AR: O1S-20-12 (Obergericht, 1. Abteilung)
- AI: K 12-2020 (Kantonsgericht, Zivil- und Strafgericht)
- BL: 460 20 12 (Kantonsgericht, Abteilung Strafrecht)
- BS: SB.2020.12 (Appellationsgericht, Abteilung Strafrecht)
- BE: SK 20 12 (Obergericht, Strafkammer)
- FR: 501 2020 12 (Kantonsgericht, Strafappellationshof)
- GE: P/1234/2019 AARP/12/2020 (Cour de justice, Cour pénale, Chambre pénale d’appel et de révision)
- GL: OG.2019.01234 (OGS.2020.12) (Obergericht, Kollegialgericht)
- GR: SK1 2020 12 (Kantonsgericht, I. Strafkammer)
- JU: CP 2020 12 (Tribunal cantonal, Cour pénale)
- LU: 4M 20 12 (Kantonsgericht, 2. Abteilung/4. Kammer)
- NE: CPEN.2020.12 (Tribunal cantonal, Cour pénale)
- NW: SA 20 12 (Obergericht, Strafabteilung)
- OW: AS 20/012 (Obergericht)
- SG: ST.2020.12 (Kantonsgericht, Strafkammer)
- SH: 50/2020/12 (Obergericht, strafrechtliche Berufung)
- SZ: STK 2020 12 (Kantonsgericht, Strafkammer)
- SO: STBER.2020.12 (Obergericht, Strafkammer, Berufung)
- TI: 17.2020.12 (Tribunale di appello, Corte di appello e di revisione penale)
- TG: SBR.2020.12 (Obergericht)
- UR: OG S 20 12 (Obergericht)
- VD: 12 PE19.001234 (Tribunal cantonal, Cour d’appel pénale)
- VS: P1 20 12 (Kantonsgericht, I. strafrechtliche Abteilung)
- ZG: S 2020 12 (Obergericht, Strafabteilung)
- ZH: SB200012 (Obergericht, Strafkammer, Berufung)